# Burdett (Kansas)
Burdett è una città degli Stati Uniti d'America, nella Contea di Pawnee, nello Stato del Kansas.